# Ribble
Il Ribble è un fiume che scorre attraverso il North Yorkshire e il Lancashire, nell'Inghilterra settentrionale. Il bacino idrografico comprende anche le zone della Greater Manchester attorno a Wigan.

## Geografia
Il Ribble nasce alla confluenza tra il Gayle Beck e il Cam Beck presso il famoso viadotto Ribblehead a Ribblehead, ai piedi degli Yorkshire Three Peaks, tre alture di circa 700 m dei monti Pennini.
Passa da Settle, Clitheroe, Ribchester e Preston, prima di gettarsi nel Mar d'Irlanda, fra Lytham St. Annes e Southport. Il suo corso misura 121 km.
I principali affluenti del Ribble sono lo Hodder e il Calder, che si uniscono al Ribble presso Great Mitton, il Darwen che si getta nel Ribble a Walton-le-Dale e il Douglas che confluisce nel Ribble a Hesketh Bank.
Un lungo sentiero, chiamato Ribble Way, segue il fiume per un lungo tratto del suo corso. Il Ribble segnava il confine settentrionale dell'antico regno di Mercia.
Il fiume è collegato sia al Leeds and Liverpool Canal sia al Lancaster Canal (attraverso il Ribble Link). Il fiume a valle di Preston era regolarmente dragato quando Preston era un porto attivo; attualmente quest'operazione non viene più effettuata e i detriti del fiume si depositano sulle spiagge presso la foce.
Il suo estuario è un'area naturalistica protetta (Ribble and Alt Estuaries Special Protection Area).
Il livello limite normale delle maree risale il fiume fino a Fishwick Bottoms, fra Preston e Walton-le-Dale.

## Opere pubbliche
La captazione delle acque del Ribble è gestita dalla Mersey Basin Campaign, un consorzio fondato nel 1985 per migliorare la qualità dell'acqua e incoraggiare il recupero delle acque reflue.
La municipalità di Preston ha reso pubblico un controverso progetto di costruzione di uno sbarramento del fiume. Lo scopo di questa proposta è di costruire un parco di sport acquatici sul Ribble, attorno al quale dovrebbero sorgere 4000 edifici residenziali di alta qualità nell'area di esondazione del fiume. Alcuni residenti si oppongono a progetto, sostenendo che danneggerebbe l'ambiente e aumenterebbe i rischi di esondazione per le abitazioni.